# Dévoré par les flammes
Dévoré par les flammes (El cuerpo en llamas) est une mini-série espagnole en huit épisodes d'environ 49 minutes créée par Laura Sarmiento et mise en ligne le 8 septembre 2023 sur Netflix. La série s'inspire de l'affaire connue sous le nom de crime de la Garde urbaine.

## Synopsis
En mai 2017, le corps du policier Pedro est retrouvé carbonisé dans sa voiture dans le Réservoir de Foix (es) à Barcelone. L'enquête révèle une relation toxique, des fraudes, des violences et un scandale sexuel impliquant Pedro et ses collègues policiers, sa compagne Rosa et l'ex-petit ami de celle-ci, Albert.

## Distribution

### Acteurs principaux
- Úrsula Corberó (VF : Marie Bouvet) : Rosa Peral
- Quim Gutiérrez : Albert López
- José Manuel Poga (VF : Julien Allouf) : Pedro Rodríguez
- Isak Ferriz (es) : Javier « Javi » Guerrero
- Eva Llorach : Ester Varona

### Acteurs récurrents
- Pep Tosar (es) (VF : Thierry Kazazian) : Juan
- Mamen Duch (VF : Marie-Frédérique Habert) : Rosamari
- Guiomar Caiado (VF : Estelle Darazi) : Sofía
- Alfons Nieto (VF : Jonathan Dos Santos) : Juan José « Juanjo »
- Quim Ávila (VF : Rémi Gutton) : Álex
- Sergi Cervera : Néstor
- Pep Ambròs (VF : Julien Mior) : Eduard
- Aina Clotet (VF : Diane Dassigny) : Silvia
- Júlia Truyol : Almudena « Almu »
- Aleida Torrent : Vane
- Bruno Sevilla : Álvaro
- Meritxell Calvo : Carmen
- Óscar Dorta (VF : Jérôme Pinto) : Alfonso
- Iván Morales (es) : Gerard
- Anna Moliner : Montse
- David Bagés : Tomás
- Raúl Prieto (es) (VF : Jérémy Bardeau) : Manuel « Manu » Closs
- Antonio Durán "Morris" (es) (VF : Serge Biavan) : Sellarés (épisode 3)

 Source et légende : version française (VF) sur RS Doublage

## Production
Le 29 juillet 2022, Netflix et Arcadia Motion Pictures ont annoncé qu'ils développaient une série basée sur la Crimen de la Guardia Urbana (es), encore sans titre, qui serait écrite par Laura Sarmiento et réalisée par Jorge Torregrossa et Laura Mañá. En septembre 2022, il a été annoncé que la série s'appellerait Dévoré par les flammes et qu'elle mettrait en vedette Úrsula Corberó, Quim Gutiérrez, José Manuel Poga, Isak Ferriz et Eva Llorach. Le tournage de la série a débuté le 19 septembre 2022 à Barcelone et s'est terminé en février 2023.

## Promotion
En juillet 2023, Netflix a publié une bande-annonce de Dévoré par les flammes et a annoncé que la série serait diffusée sur sa plateforme le 8 septembre 2023. Le 22 août 2023, Netflix a publié la bande-annonce complète de la série.

## Épisodes
1. Le Barrage (El pantano)
2. Deux Rosa (Dos Rosas)
3. La Chute (La caída)
4. Noël (Navidad)
5. L'Amour (El amor)
6. L'Impossible (Lo imposible)
7. Face à face (Frente a frente)
8. 1er mai 2017 (1 de mayo de 2017)